# Огими
Огими (яп. 大宜味村 О:гими-сон) — село в Японии, находящееся в уезде Кунигами префектуры Окинава. Площадь села составляет 63,44 км², население — 3130 человек (1 августа 2014), плотность населения — 49,34 чел./км².

## Географическое положение
Село расположено на острове Окинава в префектуре Окинава региона Кюсю. С ним граничат город Наго и сёла Кунигами, Хигаси.

## Население
Население села составляет 3130 человек (1 августа 2014), а плотность — 49,34 чел./км². Изменение численности населения с 1980 по 2005 годы:
| 1980 | 3626 чел. |  |
| 1985 | 3567 чел. |  |
| 1990 | 3513 чел. |  |
| 1995 | 3437 чел. |  |
| 2000 | 3281 чел. |  |
| 2005 | 3371 чел. |  |

## Символика
Деревом села считается Citrus depressa, птицей — Zosterops japonicus.